# Ђорђе Милосављевић
Ђорђе Милосављевић (Ивањица, 6. мај 1969) српски је драматург, стрипски и филмски сценариста, редитељ, универзитетски професор и критичар.

## Биографија
Ђорђе Милосављевић је рођен у Ивањици 1969. године. Године 1997. је дипломирао драматургију и сценарио на Факултету драмских уметности у Београду. Писао је филмске критике за више часописа, али главно интересовање су му били комични стрипови - неки су били преведени на руски, енглески и грчки језик. Освојио је националну награду за најбољи југословенски стрип албум 1994.
Све позоришне драме по његовом сценарију Ђаволи од папира и Света апокалипса су објављене у уваженим литерарним часописима а драма Гола вера је једна од најпопуларнијих српских драма на интернету.
Као сценариста дебитује дугометражним омнибусом Пакет аранжман из 1995 а дипломира са сценаријом за филм Три палме за две битанге и рибицу који је био најгледанији биоскопски хит у СРЈ 1998.
Потписао је сценарије за филмове попут: Небеска удица, Точкови, Апсолутних сто, Наташа, Рингераја, Јесен стиже дуњо моја, серије попут Сва та равница, Јагодићи, Јагодићи - опроштајни валцер, Корени, Преживети Београд.
Као редитељ дебитује 1999 са остварењем Точкови а касније је потписао у режији 2 наслова Механизам и Рингераја.
Живи и ради у Београду.

## Филмографија

### Као редитељ
- Точкови (1999)
- Механизам (2000)
- Рингераја (2002)

### Као сценариста
- Ругалице и убице (1994)
- Пакет аранжман (филм) (1995) (све три приче)
- Беспризори (1996) (кратки играни)
- Раскршће (1998) (прича "30. правило")
- Три палме за две битанге и рибицу (1998)
- Небеска удица (1999)
- Точкови (1999)
- Апсолутних сто (2001)
- Наташа (филм) (2001)
- Рингераја (2002)
- Јесен стиже, Дуњо моја (2004)
- Коњи врани (2007)
- Бледи месец (2008)
- Јесен стиже, Дуњо моја (2009 - 2010)
- Шесто чуло (2010)
- Сва та равница (серија 9 епизода, 2010)
- Мирис кише на Балкану (2010 - 2011)
- Непријатељ (2011)
- Цват липе на Балкану (2011 - 2012)
- Устаничка улица (2012)
- Јагодићи (ТВ серија) (2012 - 2013)
- Будва на пјену од мора (2014)
- Дечаци из улице Маркса и Енгелса (2014)
- Јагодићи: Опроштајни валцер (2014 - 2015)
- Чизмаши (2015) - сценариста
- Игра у тами (2015)
- Вере и завере (2016) - сценариста
- Изгредници (филм) (2017) - сценариста
- Беса (ТВ серија) (2018 - 2019) - сарадник на структури дијалога
- Корени (2018)
- Преживети Београд (2019)
- Сенке над Балканом (2019 - 2020) - драматург
- Тајкун (ТВ серија) (2020)
- Бележница професора Мишковића (2021-2023)
- Швиндлери (2019) - (2021)
- Траг дивљачи (2022) - сарадник на сценарију
- Калкански кругови (2021-2024)
- V  ефекат (2024)
- Време смрти (ТВ серија) (2024-2025)
- Константиново раскршће (ТВ серија) (2025)
- Спортско срце (2025)
- Извор (серија) (2026)
- Кошаре (филм) - отказан